# Copa Libertadores Femenina 2014
Die Copa Libertadores Femenina 2014 war die sechste Austragung des einzigen internationalen Frauenfußballwettbewerbes Südamerikas. Sie wurde über elf Tage im November des Jahres ausgetragen. Am Turnier nahmen zwölf Klubs aus allen zehn Landesverbänden des südamerikanischen Kontinentalfußballverbandes CONMEBOL teil. Gastgeber war die brasilianische Stadt São José dos Campos, die Heimat des Titelverteidigers São José EC, der nach elf Tagen abermals siegreich aus der Copa Libertadores hervorging. Dort wurde im Estádio Martins Pereira, im Estádio ADC GM sowie im Estádio ADC Parahyba gespielt. Sämtliche Partien des Turnieres wurden – anders als bei der Herren-Ausgabe – ohne Rückspiele ausgetragen.
Da die Ausrichtung der Copa Libertadores Femenina 2015 erstmals unter mehreren Bewerbern ausgeschrieben wurde und schließlich Medellín in Kolumbien den Zuschlag erhielt, war diese Ausgabe des Wettbewerbes die vorerst letzte, die in Brasilien stattfindet, das mit wechselnden Städten bislang immer als Gastgeber fungierte.

## Teilnehmende Mannschaften
| Land        | Verein             | Qualifikationsgrund |
| ----------- | ------------------ | --- |
| Argentinien | Boca Juniors       | Sieger des Spieles zwischen dem Meister des Torneo Inicial 2013 und dem Führenden des Torneo Final 2014 des Campeonato de Fútbol Femenino |
| Bolivien    | Mundo Futuro FC    | Meister des Campeonato Boliviano de Futebol Feminino 2014                                                                                 |
| Brasilien   | São José EC        | Titelverteidiger |
| Brasilien   | AD Centro Olímpico | Meister des Campeonato Brasileiro de Futebol Feminino 2013                                                                                |
| Brasilien   | Acadêmica Vitória  | Finalist der Copa do Brasil de Futebol Feminino 2013 (Sieger São José EC ist bereits qualifiziert)                                        |
| Chile       | CSD Colo-Colo      | Meister sowohl der Apertura als auch der Clausura 2013 der Primera División de fútbol femenino de Chile                                   |
| Kolumbien   | CD Formas Íntimas  | Sieger der Copa Prelibertadores Femenina Colombia 2014                                                                                    |
| Ecuador     | Rocafuerte FC      | Meister des Campeonato Ecuatoriano de Fútbol Femenino 2013                                                                                |
| Paraguay    | Club Cerro Porteño | Meister des Campeonato Paraguayo de Fútbol Femenino 2013                                                                                  |
| Peru        | Club Real Maracaná | Meister des Campeonato Peruano de Fútbol Femenino 2014                                                                                    |
| Uruguay     | Colón Fútbol Club  | Meister des Campeonato Uruguayo de Fútbol Femenino 2013                                                                                   |
| Venezuela   | FC Caracas         | Meister des Campeonato Venezolano de Fútbol Femenino 2014                                                                                 |

| CA Boca Juniors |

| Mundo Futuro FC |

| São José EC |

| AD Centro Olímpico |

| Acadêmica Vitória |

| CSD Colo-Colo |

| Colón FC |

| CD Formas Íntimas |

| Rocafuerte FC |

| Caracas FC |

| Club Cerro Porteño |

| Club Real Maracaná |

## Gruppenphase
Der Modus wurde im Vergleich zu den Vorjahren unverändert gelassen. Die zwölf Teams waren drei Vierer-Gruppen zugeordnet; das Ergebnis der entsprechenden Auslosung gab die CONMEBOL am 25. Oktober 2014 bekannt. Für das Halbfinale qualifizierten sich die jeweiligen Gruppensieger sowie der beste Zweitplatzierte. Bei Punktgleichheit in der Gruppenphase wäre die Tordifferenz für das Weiterkommen maßgebend gewesen, dann die Anzahl der erzielten Tore und schließlich das Ergebnis der betreffenden Mannschaften in ihrem Spiel gegeneinander. Hätte danach immer noch Ausgeglichenheit bestanden, oblag es den Organisatoren zu entscheiden, wie weiter verfahren werden sollte. Wären zwei Teams nach einem Aufeinandertreffen am letzten Gruppenspieltag punktgleich gewesen, hätte ein dem Spiel angehängtes Elfmeterschießen die Entscheidung gebracht.

### Gruppe A
Sämtliche Partien der Gruppe A wurden im Estádio Martins Pereira ausgespielt.
| Pl. | Verein             | Sp. | S | U | N | Tore    | Diff. | Punkte |
| --- | ------------------ | --- | - | - | - | ------- | ----- | ------ |
| 1.  | São José EC        | 3   | 3 | 0 | 0 | 016:100 | +15   | 09     |
| 2.  | Boca Juniors       | 3   | 2 | 0 | 1 | 007:700 | ±0    | 06     |
| 3.  | Club Real Maracaná | 3   | 1 | 0 | 2 | 004:130 | −9    | 03     |
| 4.  | Mundo Futuro FC    | 3   | 0 | 0 | 3 | 003:900 | −6    | 0      |

| 5. November 2014   |     |                    |
| Boca Juniors       | 2:1 | Mundo Futuro FC    |
| São José EC        | 7:0 | Club Real Maracaná |
| 7. November 2014   |     |                    |
| Mundo Futuro FC    | 2:3 | Club Real Maracaná |
| São José EC        | 5:1 | Boca Juniors       |
| 9. November 2014   |     |                    |
| Club Real Maracaná | 1:4 | Boca Juniors       |
| São José EC        | 4:0 | Mundo Futuro FC    |

### Gruppe B
Sämtliche Partien der Gruppe B wurden im Estádio ADC GM ausgespielt.
| Pl. | Verein             | Sp. | S | U | N | Tore    | Diff. | Punkte |
| --- | ------------------ | --- | - | - | - | ------- | ----- | ------ |
| 1.  | FC Caracas         | 3   | 2 | 1 | 0 | 009:700 | +2    | 07     |
| 2.  | AD Centro Olímpico | 3   | 1 | 2 | 0 | 007:300 | +4    | 05     |
| 3.  | CSD Colo-Colo      | 3   | 1 | 1 | 1 | 011:600 | +5    | 04     |
| 4.  | Colón Fútbol Club  | 3   | 0 | 0 | 3 | 005:160 | −11   | 0      |

| 6. November 2014   |     |                   |
| FC Caracas         | 3:2 | CSD Colo-Colo     |
| AD Centro Olímpico | 4:0 | Colón Fútbol Club |
| 8. November 2014   |     |                   |
| AD Centro Olímpico | 2:2 | FC Caracas        |
| CSD Colo-Colo      | 8:2 | Colón Fútbol Club |
| 10. November 2014  |     |                   |
| Colón Fútbol Club  | 3:4 | FC Caracas        |
| AD Centro Olímpico | 1:1 | CSD Colo-Colo     |

### Gruppe C
Sämtliche Partien der Gruppe C wurden im Estádio AD Parahyba ausgespielt.
| Pl. | Verein             | Sp. | S | U | N | Tore    | Diff. | Punkte |
| --- | ------------------ | --- | - | - | - | ------- | ----- | ------ |
| 1.  | Club Cerro Porteño | 3   | 3 | 0 | 0 | 010:200 | +8    | 09     |
| 2.  | CD Formas Íntimas  | 3   | 2 | 0 | 1 | 007:200 | +5    | 06     |
| 3.  | Acadêmica Vitória  | 3   | 1 | 0 | 2 | 005:600 | −1    | 03     |
| 4.  | Rocafuerte FC      | 3   | 0 | 0 | 3 | 000:120 | −12   | 0      |

| 6. November 2014   |     |                    |
| Acadêmica Vitória  | 4:0 | Rocafuerte FC      |
| Club Cerro Porteño | 2:1 | CD Formas Íntimas  |
| 8. November 2014   |     |                    |
| Acadêmica Vitória  | 1:3 | Club Cerro Porteño |
| CD Formas Íntimas  | 3:0 | Rocafuerte FC      |
| 10. November 2014  |     |                    |
| Rocafuerte FC      | 0:5 | Club Cerro Porteño |
| Acadêmica Vitória  | 0:3 | CD Formas Íntimas  |

### Bester Zweitplatzierter
| Pl. | Verein             | Sp. | S | U | N | Tore    | Diff. | Punkte |
| --- | ------------------ | --- | - | - | - | ------- | ----- | ------ |
| 1.  | CD Formas Íntimas  | 3   | 2 | 0 | 1 | 007:200 | +5    | 06     |
| 2.  | Boca Juniors       | 3   | 2 | 0 | 1 | 007:700 | ±0    | 06     |
| 3.  | AD Centro Olímpico | 3   | 1 | 2 | 0 | 007:300 | +4    | 05     |

## Finalrunde
Falls zwei Teams eines Verbandes ins Halbfinale eingezogen wären, hätten sie zwingend gegeneinander spielen müssen, um im Finale Internationalität zu garantieren. Im Spiel um Platz drei treffen die Verlierer der beiden Halbfinals aufeinander. In der Finalrunde wurde ohne Verlängerung gespielt, einem Unentschieden nach 90 Minuten folgte somit sofort ein Elfmeterschießen. Die Halbfinalspiele wurden beide am 13. und das Spiel um den dritten Platz sowie das Finale am 16. November 2014 ausgetragen. Spielort aller vier Partien war das Estádio Martins Pereira. Das Finale wird im untenstehenden Info-Kasten eingehender beschrieben.

### Halbfinale
|                   | Ergebnis        |                    |
| ----------------- | --------------- | ------------------ |
| São José EC       | 2:1             | Club Cerro Porteño |
| CD Formas Íntimas | 2:2 (5:6 i. E.) | FC Caracas         |

### Spiel um Platz 3
|                    | Ergebnis        |                   |
| ------------------ | --------------- | ----------------- |
| Club Cerro Porteño | 0:0 (5:3 i. E.) | CD Formas Íntimas |

### Finale
| FC Caracas                                                                              | FC Caracas | São José EC | São José EC |
| --------------------------------------------------------------------------------------- | --- | --- | ----------- |
| FC Caracas                                                                              | \| 16. November 2014 um 11:00 Uhr (UTC−2) in São José dos Campos (Estádio Martins Pereira) \| \| Ergebnis: 1:5 (0:2) \| \| Zuschauer: 8.000 \| \| Schiedsrichterin: Melany Bermejo ( Peru) \| | \| 16. November 2014 um 11:00 Uhr (UTC−2) in São José dos Campos (Estádio Martins Pereira) \| \| Ergebnis: 1:5 (0:2) \| \| Zuschauer: 8.000 \| \| Schiedsrichterin: Melany Bermejo ( Peru) \|                          | São José EC |
| FC Caracas                                                                              | Andrea Tovar – Bárbara Koster, Yaribeth Ulacio (66. Heide Padilla), Lisbeth Castro, María Rodríguez (72. Daicelis Guzmán) – Paola Villamizar Ochoa (79. Vanessa González), Cinthia Anais Zarabia Pulgar, Lisbeth Bandres, Anabel Guzmán – Ysaura Viso Garrido, Oriana Altuve Cheftrainer: Gimino Tropiano | Andréia Suntaque – Poliana, Daiane Bagé, Bruna Benites, Letícia Santos – Francielle (74. Edna Baiana), Formiga, Andressa Alves, Rosana (66. Chú Santos) – Debinha (83. Carlinha), Giovânia Cheftrainer: Ailson Galdino | São José EC |
| FC Caracas                                                                              | 1:2 Ysaura Viso Garrido (60.) | 0:1 Rosana (5.) 0:2 Poliana (17.) 1:3 Andressa Alves (61.) 1:4 Poliana (70.) 1:5 Giovânia (77.) | São José EC |
| FC Caracas                                                                              | María Rodríguez (11.), Oriana Altuve (62.), Lisbeth Castro (86.) | Rosana dos Santos Augusto (40.) | São José EC |
| 16. November 2014 um 11:00 Uhr (UTC−2) in São José dos Campos (Estádio Martins Pereira) | | |             |
| Ergebnis: 1:5 (0:2)                                                                     | | |             |
| Zuschauer: 8.000                                                                        | | |             |
| Schiedsrichterin: Melany Bermejo ( Peru)                                                | | |             |

## Statistik

### Endstand
| Pos. | Mannschaft                    | G 1 | G 2 | G 3 | HF             | SuP 3          | F   | Punkte | Torverhältnis |
| ---- | ----------------------------- | --- | --- | --- | -------------- | -------------- | --- | ------ | ------------- |
| 01   | São José EC                   | 7:0 | 5:1 | 4:0 | 2:1            | —              | 5:1 | 15     | 23:03         |
| 02   | FC Caracas                    | 3:2 | 2:2 | 4:3 | 2:2; 6:5 n. E. | —              | 1:5 | 10     | 16:14         |
| 03   | Club Cerro Porteño            | 2:1 | 3:1 | 5:0 | 1:2            | 0:0; 5:3 n. E. | —   | 12     | 11:04         |
| 04   | CD Formas Íntimas             | 1:2 | 3:0 | 3:0 | 2:2; 5:6 n. E. | 0:0; 3:5 n. E. | —   | 6      | 09:04         |
| 05   | Boca Juniors                  | 2:1 | 1:5 | 4:1 | —              | —              | —   | 6      | 07:07         |
| 06   | AD Centro Olímpico            | 4:0 | 2:2 | 1:1 | —              | —              | —   | 5      | 07:03         |
| 07   | CSD Colo-Colo                 | 2:3 | 8:2 | 1:1 | —              | —              | —   | 4      | 11:06         |
| 08   | Acadêmica Vitória             | 4:0 | 1:3 | 0:3 | —              | —              | —   | 3      | 05:06         |
| 09   | Club Real Maracaná de Chosica | 0:7 | 3:2 | 1:4 | —              | —              | —   | 3      | 04:13         |
| 10   | Colón Fútbol Club             | 0:4 | 2:8 | 3:4 | —              | —              | —   | 0      | 05:16         |
| 11   | Mundo Futuro FC               | 1:2 | 2:3 | 0:4 | —              | —              | —   | 0      | 03:09         |
| 12   | Rocafuerte FC                 | 0:4 | 0:3 | 0:5 | —              | —              | —   | 0      | 00:12         |

## Beste Torschützinnen
| Rang | Spielerin           | Klub               | Tore |
| ---- | ------------------- | ------------------ | ---- |
| 1    | Diana Ospina        | CD Formas Íntimas  | 6    |
|      | Ysaura Viso Garrido | FC Caracas         | 6    |
|      | Andressa Alves      | São José EC        | 6    |
| 4    | Estefanía Banini    | CSD Colo-Colo      | 4    |
|      | Giovânia            | São José EC        | 4    |
|      | Poliana             | São José EC        | 4    |
|      | Rosa Aquino         | Club Cerro Porteño | 4    |
|      | Yamila Badell       | Colón Fútbol Club  | 4    |

## Schiedsrichterinnen
Jeder CONMEBOL-Nationalverband konnte eine Schieds- sowie eine Linienrichterin entsenden.
| Verband                            | Schiedsrichterin    | Assistentin    | Einsätze | Anmerkungen     |
| ---------------------------------- | ------------------- | -------------- | -------- | --------------- |
| Asociación del Fútbol Argentino    | Florencia Romano    | Daiana Milone  | 2        |                 |
| Federación Boliviana de Fútbol     | Sirley Cornejo      | Marina Quiroga | 3        |                 |
| Confederação Brasileira de Futebol | Simone Xavier       | Neuza Back     | 2        |                 |
| Federación de Fútbol de Chile      | Paola Barria        | Leslie Vásquez | 2        |                 |
| Federación Colombiana de Fútbol    | María Victoria Daza | Lucia Hurtatiz | 2        |                 |
| Federación Ecuatoriana de Fútbol   | Johana Haro         | Dayana Paredes | 2        |                 |
| Asociación Paraguaya de Fútbol     | Olga Miranda        | Laura Miranda  | 2        |                 |
| Federación Peruana de Fútbol       | Melany Bermejo      | Marlene Leyton | 3        | Finale          |
| Asociación Uruguaya de Fútbol      | Nadia Fuques        | Adela Sánchez  | 2        |                 |
| Federación Venezolana de Fútbol    | Yercinia Correa     | Yoly Garcia    | 2        | Eröffnungsspiel |